# Langue maternelle
Pour le roman de Vassilis Alexakis, voir La Langue maternelle.
La langue maternelle, par extension comprise comme langue natale, est la première langue qu'un enfant apprend. Dans certains cas, lorsque l'enfant est éduqué par des parents ou des personnes parlant des langues différentes, il peut acquérir ces langues simultanément, chacune pouvant être considérée comme une langue natale. Il sera peut-être alors en situation de bilinguisme parental. Cependant, cet usage peut être critiqué puisque les termes de « langue natale » ou « langue parentale » sont aussi utilisés afin que soient distinguées : la langue maternelle faisant référence à la langue de la mère ; et la langue paternelle faisant référence à la langue du père.
L’expression de la langue maternelle est liée à l’idée que la langue est transmise par la mère, mais elle inclut aussi l’ensemble de l’environnement familial et social. Dans de nombreuses cultures, la langue maternelle est perçue comme un élément clé de l’identité et de l’appartenance culturelle. Au fil des siècles, des chercheurs ont exploré comment la langue maternelle influence la cognition, l’apprentissage et les interactions sociales. En linguistique, la notion est également importante pour les questions de bilinguisme et de multiculturalisme.

## Histoire
L'expression « langue maternelle » est apparue pour la première fois au XIe siècle ou XIIe siècle dans les sermons des moines de l'abbaye (germanique) de Gorze (qui subissaient alors la pression des moines de l'abbaye (romane) de Cluny) pour justifier leur usage du francique dans leurs prêches. « Selon le peu que nous en savons, ils invoquaient au moins deux arguments. Le premier, c'était que le francique était la langue parlée par les femmes, même dans les régions où les hommes commençaient déjà à employer le vernaculaire roman. Le second, que c'était le langage désormais employé par la mère Église ».
La langue natale en Afrique est la base de la culture. Les vents de la colonisation européenne imposaient les langues d'autres pays qui sont parlées en Afrique. Cependant les Africains eux-mêmes initient l'étude scolaire en langue locale.
Le 17 novembre 1999, l'UNESCO a désigné le 21 février Journée internationale de la langue maternelle.

## Acquisition
L'acquisition de la langue maternelle se fait en plusieurs phases. Dans un premier temps, l'enfant enregistre littéralement les phonèmes et les intonations de la langue, sans toutefois être capable de les reproduire. Ensuite, il commence à produire des sons et des intonations. Enfin, lorsque son appareil phonatoire le lui permet, il articule les mots et commence à organiser ses phrases, tout en assimilant le lexique. La syntaxe et la grammaire de la langue sont intégrées tout au long de ce processus d'apprentissage.
Ivan Illich oppose la langue maternelle, qui fait l'objet d'un enseignement (que ce soit à l'école ou la maison), à la langue vernaculaire, acquise par mimétisme.

## Situations selon les pays

### Canada
Dans le cadre des recensements de la population canadienne, Statistique Canada définit la langue maternelle comme la « première langue apprise à la maison dans l'enfance et encore comprise par le recensé au moment du recensement ».

### France
Il n'y a pas de question sur la langue maternelle dans le recensement français. L'usage d'autres langues maternelles sur le territoire n'est pas envisagé par les services officiels.